# Kollegiatstift Zell
Das Kollegiatstift Zell – teilweise auch als  Philipps-Stift bezeichnet – mit dem Patrozinium St. Salvator und Philipp in Zell bestand vom  Ende des 10. bis zur Mitte des 16. Jahrhunderts.

## Geschichte

### Ursprung und Anfänge
In Zell wurden die cella und das Grab Philipps von Zell verehrt, eines angelsächsischen Priesters, Wanderpredigers und Einsiedlers, gestorben nach 750. Im Jahr 850 wurden seine Gebeine erhoben und in der neu erbauten Kirche St. Salvator in einem Reliquienschrein zur Verehrung ausgesetzt. Viele Heilungswunder wurden ihm zugeschrieben; die Kirche zog Scharen von Pilgern an.
Das Kloster Hornbach mit seinen Eigenkirchen im Zeller Gebiet unterstand Ende des 9. Jahrhunderts dem Grafen Werner (Salier), Vater von Konrad dem Roten. Nachfolger von Graf Werner wurde 975/976 Herzog Otto I., auch Otto von Worms genannt, Sohn von Konrad dem Roten. Er gründete bei der Salvatorkirche das Kollegiatstift; Wallfahrtskirche und Stift führten nun das Doppelpatrozinium St. Salvator und Philipp.
Die Stiftsherren versahen die Seelsorge in den umliegenden Hornbacher Eigenkirchen. Im Unterschied zu einem Kloster leben Stiftsherren nicht in Klausur und haben Privatvermögen. Nach Ende der Vita communis (anfänglich lebten die Stiftsherren unter einem Dach) wurde das Stiftsvermögen in Pfründen aufgeteilt, so dass jeder Stiftsherr ein eigenes Haus mit Hof und Nutzgebäuden bewohnen konnte. Die Stiftsherren kamen zum gemeinsamen Gebet in der Stiftskirche zusammen. Sie gründeten die erste Schule im weiten Umkreis und betrieben Landwirtschaft und Weinbau, weshalb Zell als die älteste Weinbau treibende Gemeinde der Pfalz gilt. Ein verwittertes Kreuz mit schwarz gewordenem Corpus beim Predigtfelsen des heiligen Priesters und Einsiedlers Philipp von Zell gab der Weinbergslage Zeller schwarzer Herrgott, einer der berühmtesten Weinlagen der Pfalz, ihren Namen.
König Adolf von Nassau schlug angesichts der bevorstehenden Schlacht mit seinem Widersacher Albrecht von Österreich am 1. Juli 1289 sein Hauptquartier im Stift Zell auf, besuchte am Morgen des 2. Juli dort die Messe und zog dann nach Göllheim, wo er in der dortigen Schlacht den Tod fand.

### Blütezeit
Die Stiftskirche mit dem Grab des Heiligen besaß zu ihrer Blütezeit, im 14. und 15. Jahrhundert, drei Schiffe mit neun Altären und einer Vielzahl von Votivgaben, wovon die wertvollsten ca. 100 massiv silberne, vergoldete Kindlein waren. Nachdem 1447, unter Stiftsdekan Peter von Grünstadt, eine persönliche Wallfahrt des Pfälzer Kurfürsten Ludwig IV. und seiner Gemahlin Margarethe von Savoyen zur Geburt des ersehnten Thronfolgers führte (dies war Philipp der Aufrichtige, benannt nach dem hl. Philipp), avancierte der Pfälzer Heilige mehr und mehr zum Patron und Nothelfer bei Kinderlosigkeit. Unter den zahlreichen Pilgern, die deswegen hierher kamen, seien drei berühmte besonders erwähnt: Am 8. August 1480 kamen Schweickhardt von Sickingen und seine Frau Margarethe hierher und beteten um die Geburt eines Sohnes, der ihnen 1481 als Franz von Sickingen geboren wurde. Die Eltern schenkten der Wallfahrtskirche unter anderem ein wertvolles Messgewand. Maria Bianca, die zweite Gattin Maximilians I. besuchte Zell 1495/96 nicht weniger als viermal, weil ihre Ehe kinderlos war. Auch Kurfürstin Sybilla von der Pfalz, Gemahlin von Kurfürst Ludwig V., kam 1517 zum Grab des hl. Philipp, da sie ohne Nachkommen war.
Viele Gebetsanliegen wurden auch aus der Ferne, ohne persönliche Wallfahrt, vorgetragen, und namhafte Personen ließen sich meist zusätzlich als Mitglieder in die Zeller Philippsbruderschaft einschreiben. Es waren unter anderen als Mitglieder eingetragen: Kurfürst Ludwig IV. von der Pfalz und seine Frau Margarethe, Ruprecht, deutscher König und Kurfürst von der Pfalz, Kurfürst Ludwig III. von der Pfalz, Kurfürst Friedrich I. von der Pfalz, der Siegreiche, und sein Bruder Ruprecht, später Erzbischof von Köln, Pfalzgräfin Sybilla, Markgraf Philipp von Baden, Kurfürst Friedrich II. von Brandenburg und seine Gattin Katharina von Sachsen, Herzog Friedrich der Friedfertige von Braunschweig, Graf Friedrich VIII. von Leiningen (1397–1437).
Die Grafen von Leiningen waren bis ca. 1480 die Schutzvögte des Stiftes und machten sich sehr darum verdient. Die Philippsreliquien wurden alle sieben Jahre feierlich ausgestellt und zogen Tausende von Pilgern an. Der Ausstellungsturnus stimmte überein mit der Aachener Heiligtumsfahrt, der größten mittelalterlichen Wallfahrt in Deutschland, die ebenfalls alle sieben Jahre stattfand. Viele Pilger, die nach Aachen zogen, machten unterwegs einen Abstecher nach Zell.

### Niedergang
Der päpstliche Nuntius Kardinal Pighini besuchte Zell 1550 und stellte fest, dass die meisten Stiftsherren bereits der neuen Lehre Luthers anhingen, die Kirche geschlossen und verfallen war, keine Gottesdienste mehr stattfanden und das ganze Stift sich in einem ruinösen Zustand befand. Auch hatten sich Pilger darüber beschwert, dass sie die Stiftsherren nicht mehr in die Kirche zum Philippsgrab vorließen, da sie angeblich „die Kirchenschlüssel nicht finden könnten“. Der Pfälzer Kurfürst Friedrich II. erbat vom Papst, das Philippsstift mit seinen reichen Gütern der Universität Heidelberg zu übereignen, angeblich um den Kult zu retten und gleichzeitig die schlechte Finanzlage seiner Universität aufzubessern. Papst Julius III. stimmte 1551 diesem Prozedere zu, um der Wallfahrt möglichst doch noch eine Überlebenschance zu geben.
Aber schon fünf Jahre später führte der neue Kurfürst Ottheinrich selbst die Reformation in der Kurpfalz ein, verbot gleichzeitig überall den katholischen Kult und löste das religiöse Stift auf. Den reichen Grundbesitz verwaltete seine Universität in Heidelberg, die in Zell einen weltlichen Amtmann, den Kollektor, einsetzte und ihm in der Barockzeit ein schlossartiges Haus bauen ließ, die sogenannte Kollektur. Die wertvolle Zeller Stiftsbibliothek mit Handschriften aus dem 10. und 11. Jahrhundert sowie dem berühmten Bruderschaftsbuch wurde der kurfürstlichen Bibliotheca Palatina in Heidelberg einverleibt. Diese erbeutete Kurfürst Maximilian von Bayern im Dreißigjährigen Krieg und schenkte sie dem Papst. Später erhielt der König von Bayern einen Großteil jener Bücher aus dem Vatikan zum Geschenk, wodurch sie wieder an das Haus Wittelsbach zurückfielen. Mit dabei befand sich auch das immens kostbare, illustrierte Zeller Bruderschaftsbuch, das sich derzeit in der Bayerischen Staatsbibliothek befindet.
Die Stiftskirche, bereits in baufälligem Zustand, wurde als protestantische Gemeindekirche genutzt. Die Baulast lag bei der Universität Heidelberg, der seit der Reformation alle Einnahmen aus den ehemaligen Stiftsgütern zuflossen. Die Kirche wurde 1616 abgerissen und durch einen Neubau ersetzt, der nach Zerstörungen im Dreißigjährigen Krieg Anfang des 18. Jahrhunderts wiederaufgebaut wurde. Die inzwischen wieder entstandene katholische Ortsgemeinde erhob Anspruch auf Mitnutzung der Kirche. Es kam zu einer Auseinandersetzung, die 1745 dadurch beendet wurde, dass der katholische Kurfürst Karl Theodor die Universität zum Neubau einer katholischen Kirche neben der reformierten Kirche verpflichtete. Beide Kirchen in Zell tragen den Namen des hl. Philipp von Zell.